# Dieter Miosge
Dieter Miosge (* 1934 in Haldensleben) ist ein deutscher Jurist und ehemaliger Richter am Oberlandesgericht Braunschweig (OLG) und am Oberlandesgericht Naumburg.

## Leben
1964 trat Miosge in den Braunschweiger Justizdienst ein. 1967 wurde er Richter am Amtsgericht Braunschweig und 1975 am OLG Braunschweig. 1990 arbeitete er als Vorsitzender des Besonderen Senats für Strafsachen am Bezirksgericht Magdeburg. Abschließend war er von 1992 bis 1998 Vorsitzender Richter am OLG Naumburg.
Neben seiner Tätigkeit als Jurist befasst sich Miosge seit den 1980er Jahren intensiv mit der Aufarbeitung der Schicksale jüdischer Juristen während der Zeit des Nationalsozialismus, vor allem in Braunschweig.
Insbesondere für diesen Beitrag zur Aufarbeitung der jüngeren deutschen Geschichte sowie seinen Einsatz für den Aufbau rechtsstaatlicher Justizstrukturen in Sachsen-Anhalt in den Jahren 1990 bis 1998, wurde Miosge im Oktober 2015 das Bundesverdienstkreuz verliehen.

## Schriften (Auswahl)
- zusammen mit Michael Schlüter: Zulassung ist zurückgenommen. Das Schicksal der Juristen im Bezirk Braunschweig von 1933–1945. Joh. Heinr. Meyer Verlag, Braunschweig 2006, ISBN 3-926701-69-2.
- Die Braunschweiger Juristenfamilie Mansfeld. In: Rudolf Wassermann (Hrsg.): Justiz im Wandel der Zeit: Festschrift des Oberlandesgerichts Braunschweig. Joh. Heinr. Meyer Verlag, Braunschweig 1989, ISBN 3-926701-07-2, S. 328–348.
- mehrere Beiträge in: Edgar Isermann, Michael Schlüter (Hrsg.): Justiz und Anwaltschaft in Braunschweig 1879–2004: 125 Jahre Oberlandesgericht und Rechtsanwaltskammer Braunschweig. Joh. Heinr. Meyer Verlag, Braunschweig 2004, ISBN 3-926701-62-5.
- Gesammelte Schriften in: roerich forum - online, Roerich Gesellschaft Deutschland e.V.(Hrsg.): http://www.rgdev.de/Roerich-Forum